# Dark Season
Dark Season est une série télévisée britannique créée par Russell T Davies, composée de six épisodes diffusé entre le 14 novembre et le 19 décembre 1991 sur BBC One. La série est notable pour être la première écrite par Davies, ainsi que pour avoir lancé la carrière de Kate Winslet, alors âgée de 15 ans, qui tient là son premier rôle.

## Synopsis
Dark Season est constituée de deux histoires liées entre elles, en trois parties chacune, narrant les aventures de trois adolescents et leur combat pour sauver leur école et leurs camarades de classe des actions du sinistre Mr Eldritch.

## Distribution
- Victoria Lambert : Marcie Hatter
- Ben Chandler : Thomas
- Kate Winslet : Reet
- Brigit Forsyth : Miss Maitland
- Grant Parsons : Mr Eldritch
- Jacqueline Pearce : Miss Pendragon